# 白山ダービー
白山ダービー（はくさんダービー）とは、日本プロサッカーリーグ（Jリーグ）に所属する北陸地方をホームタウンとするツエーゲン金沢（石川県）、東海地方をホームタウンとするFC岐阜（岐阜県）が対戦する試合について記載する。

## 概要
2015年にツエーゲン金沢がJ2に昇格したため、何度か公式戦での対戦経験はあるもののダービーとは銘打っていなかった。しかしFC岐阜が、石川県白山市と岐阜県大野郡白川村にまたがる日本三名山のひとつ白山を象徴として、白山開山1,300年となる2017年に岐阜側が金沢にダービー開催を持ち掛け、両クラブは公式名称を岐阜のホームでは長良川の陣、金沢のホームでは石川西部の陣としロゴの設置や様々な関連イベントを開催することを取り決めた。
今現在2025年シーズン、金沢、岐阜とともにJ3所属のため、開催は2020年-2023年を除き、2015年から開催されている。

## ホームスタジアム
| チーム名       | スタジアム名                       | 収容人員 | 画像     |
| -------------- | ---------------------------------- | -------- | -------- |
| ツエーゲン金沢 | 金沢スタジアム                     | 20,261人 | 石川西部 |
| FC岐阜         | 岐阜メモリアルセンター長良川競技場 | 31,000人 | 長良川   |

## 対戦成績・日程
■ツエーゲン金沢：7勝3敗3分

■FC岐阜：3勝7敗3分
| 年                                                        | 月日     | 時期   | 時期   | 会場     | ホーム | 得点  | アウェイ | 観客数 |
| --------------------------------------------------------- | -------- | ------ | ------ | -------- | ------ | ----- | -------- | ------ |
| 2015年                                                    | 3月29日  | J2     | 第4節  | 長良川   | 岐阜   | 0 - 2 | 金沢     | 3,934  |
| 2015年                                                    | 7月18日  | J2     | 第24節 | 石川西部 | 金沢   | 1 - 1 | 岐阜     | 4,363  |
| 2016年                                                    | 4月23日  | J2     | 第9節  | 石川西部 | 金沢   | 1 - 2 | 岐阜     | 3,008  |
| 2016年                                                    | 7月20日  | J2     | 第24節 | 長良川   | 岐阜   | 0 - 1 | 金沢     | 4,081  |
| 2017年                                                    | 4月29日  | J2     | 第10節 | 長良川   | 岐阜   | 1 - 0 | 金沢     | 7,066  |
| 2017年                                                    | 11月5日  | J2     | 第40節 | 石川西部 | 金沢   | 1 - 1 | 岐阜     | 5,567  |
| 2018年                                                    | 4月28日  | J2     | 第11節 | 長良川   | 岐阜   | 0 - 1 | 金沢     | 5,932  |
| 2018年                                                    | 9月30日  | J2     | 第35節 | 石川西部 | 金沢   | 2 - 0 | 岐阜     | 2,301  |
| 2019年                                                    | 5月12日  | J2     | 第13節 | 長良川   | 岐阜   | 2 - 3 | 金沢     | 4.912  |
| 2019年                                                    | 8月17日  | J2     | 第28節 | 石川西部 | 金沢   | 2 - 1 | 岐阜     | 5,234  |
| 2020年 - 2023年は、金沢がJ2、岐阜がJ3所属のため開催なし。 |          |        |        |          |        |       |          |        |
| 2024年                                                    | 4月28日  | J3     | 第11節 | ゴースタ | 金沢   | 0 - 0 | 岐阜     | 6,232  |
| 2024年                                                    | 9月28日  | J3     | 第30節 | 長良川   | 岐阜   | 1 - 0 | 金沢     | 5,475  |
| 2025年                                                    | 3月16日  | 2025年 | 第5節  | 長良川   | 岐阜   | 1 - 2 | 金沢     | 2,618  |
| 2025年                                                    | 10月19日 | 2025年 | 第32節 | ゴースタ | 金沢   |       | 岐阜     |        |